# Raphaëlle Agogué
Raphaëlle Agogué (* 27. Dezember 1981 in Nîmes) ist eine französische Theater- und Filmschauspielerin.

## Leben
Raphaëlle Agogué wuchs in Quissac, Département Gard auf. Bereits in jungen Jahren interessiert sie sich für das Theaterspiel, insbesondere für Komödien. Von 1992 bis 1996 spielte sie zusammen mit Christiane Lorenzo im Ateliers La Grange in Quissac. Von 1996 bis 1997 lernte sie Schauspiel im Theater von Nîmes und wechselte danach ans Städtische Konservatorium.
Anschließend studierte sie am Conservatoire à rayonnement régional de Montpellier bei Ariel Garcia-Valdès. Nach ihrem Abschluss begann sie in Paris für Theater und Fernsehen zu arbeiten.

## Filmografie
- 2007: Law & Order: Paris (Fernsehserie, 1 Folge)
- 2009: Die Kinder von Paris (La rafle)
- 2011: Kochen ist Chefsache (Comme un chef)
- 2011: The Blind Man (À l'aveugle)
- 2012: Climats
- 2013: Gibraltar
- 2014: Ein Sommer in der Provence (Avis de mistral)
- 2014: Palace Beach Hotel (Palace Beach Hôtel)
- 2017: Das Mädchen, das lesen konnte (Le semeur)
- 2024: The New Look (Fernsehserie)